# Tirtha

Simbolo dell'induismo.

Tirtha (IAST: Tīrtha) è un termine della lingua sanscrita che significa "attraversamento, guado", e si riferisce ad ogni posto, testo o persona santa. In particolare si riferisce al pellegrinaggio, a siti e luoghi sacri nell'induismo e nel giainismo.
Il viaggio associato al Tirtha si chiama Tirtha-yatra, mentre termini alternativi come Kshetra, Gopitha e Mahalaya vengono usati in alcune tradizioni dell'induismo per riferirsi al "luogo del pellegrinaggio".

## Tirtha
Tīrtha (in lingua sanscrita तीर्थ) letteralmente significa "guado, "incrocio" nel senso di "transizione o raccordo". Tirtha è un concetto spirituale dell'induismo, particolarmente riferito al "sito di un pellegrinaggio" e Axel Michaels dice che è una congiunzione tra "mondi che si toccano e non si toccano l'un l'altro". Il termine appare anche in testi indù antichi e medievali per riferirsi a una persona santa o ad un testo sacro con qualcosa che può essere un catalizzatore per una transizione da uno stato di esistenza ad un altro. Si tratta, afferma Knut A. Jacobsen, di tutto ciò che ha un valore salvifico per un indù e comprende luoghi di pellegrinaggio, come montagne o foreste o mare o fiumi o stagni, così come virtù, azioni, studi o stati d'animo. Tirtha può essere un luogo reale, fisico e sacro nella tradizione indù, o un termine metaforico che fa riferimento alla meditazione, in cui la persona si reca in uno stato mentale sacro e intellettuale come di "verità, perdono, gentilezza e semplicità". Tirtha in testi indù, afferma Bhardwaj, è "uno dei molti modi verso l'auto-realizzazione e la beatitudine".
La parola Tirtha si trova nei testi più antichi come il Saṃhitā del Rigveda e in altri Veda. Negli inni del Rigveda, come 1.169.6 e 4.29.3, il contesto suggerisce che il termine significhi "una via, una strada". In altri inni del Rigveda come nel 8.47.11, afferma Kane, il contesto fa emergere il significato di "guado di un fiume". Tuttavia, in altri casi, Tirtha si riferisce a qualsiasi luogo sacro, come il mare, o un luogo che collega un terreno sacrificale (Yajña) con l'esterno. Testi successivi usano la parola Tirtha per riferirsi a qualsiasi punto, località o distesa d'acqua in cui le circostanze o la presenza di grandi saggi o guru hanno reso speciale.
Nell'Upanishad, sostiene Diana L. Eck, il "passaggio" si riferisce a "transizione spirituale e alla trasformazione da questo mondo al mondo del Brahman, il Supremo, il mondo illuminato dalla luce della conoscenza". L'enfasi dell'Upanishad, nel contesto Tirtha, è sulla conoscenza spirituale, invece che sui rituali, e questo tema appare pure nei poemi epici indù.

### Luoghi sacri
Il Dharmaśāstra e i Purāṇa, dice Kane, dicono ciò che è santo, comprese tutte le montagne, l'Himalaya, tutti i fiumi, i laghi, le dimore dei Rishi (saggi), i templi, le mucche, le grandi foreste e tutti i mari. Questa tradizione risale al Rigveda, dove Aranyani (una grande foresta) viene definita una divinità. La riverenza per i fiumi e le masse d'acqua è rilevabile dal Nadi Stuti, o inno del fiume, nell'inno 10.75 del Rigveda.
I luoghi di pellegrinaggio non sono in primo piano nel Dharmasastra come nel Manusmriti e nel Yajnavalkya Smriti, ma si trovano nel poema epico Mahābhārata e nei Purāṇa. La maggior parte dei Purāṇa hanno grandi sezioni su Tirtha Mahatmya assieme a guide turistiche, che descrivono i siti sacri da visitare, particolarmente nel Padma Purana, Skanda Purāṇa, Vāyu Purāṇa, Kūrma Purāṇa, Bhāgavata Purāṇa, Narada Purana, Devi Bhagavata Purana, Vamana Purana, Liṅga Purāṇa, Brahma Purana, Brahmanda Purana e Bhavishya Purana.Kane, 1953 pp. 559-560
Nei testi antichi, Varanasi (Benares, Kashi), Rameshwaram, Kanchipuram, Dwarka, Puri e Haridwar sono stati particolarmente menzionati come luoghi sacri, assieme ai luoghi geografici dove si uniscono i fiumi (sangam) o giungono al mare. Il Kumbh Mela, pellegrinaggio a cadenza triennale a rotazione, tra Prayaga (rinominata Allahabad nel tardo medioevo), Haridwar, Ujjain e Nasik, rimane popolare anche in tempi moderni, con la partecipazione di decine di milioni di indù.

### Ragioni
Alcuni pellegrinaggi sono un Vrata (voto), che un indù può fare per un diverso numero di ragioni. Può essere un'occasione speciale, come ad esempio la nascita di un bambino, o come parte di un samskara (rito di passaggio) come il primo taglio di capelli di un bambino, o dopo la guarigione da una malattia. Può essere, afferma Eck, anche il risultato di preghiere esaudite o conseguente ad un voto fatto nel caso la sua preghiera fosse stata esaudita, come ad esempio il benessere di un membro della famiglia, o il superamento della povertà o dello stato di indigenza o di una situazione difficile.
Un motivo alternativo per il Tirtha, per alcuni indù, è quello di rispettare i desideri o la memoria di una persona cara dopo la sua morte. Questo può includere il disperdere le ceneri della cremazione in una regione Tirtha, come una foresta, una montagna, un fiume o il mare per onorare i desideri dei morti. Il viaggio di un Tirtha, affermano alcuni testi indù, aiuta a superare il dolore della perdita.
Un altro motivo per un Tirtha è la credenza indù che i viaggi hanno un potenziale di ringiovanimento, per purificare lo stato interiore dell'uomo e c'è merito spirituale in un viaggio, un tema affermato dai testi vedici. Questo viaggio in testi indù successivi, afferma Bhardwaj, ha spaziato dal viaggio interiore di meditazione al viaggiare fisicamente ai templi famosi o fare il bagno in fiumi come il Gange.
Il Tirtha è stato uno dei mezzi suggeriti per affrontare un rimorso e per eseguire una penitenza, per errori non intenzionali e per i peccati intenzionali, nella tradizione indù. Lo sforzo e l'austerità durante il Tirtha sono una parte del concetto di  Prāyaścitta , che significa "espiazione, penitenza di espiazione" per "qualcosa che uno ha fatto, ma che non avrebbe dovuto" o "qualcosa che non ha fatto, ma che avrebbe dovuto". Vishnu Dharmasastra afferma che il tipo di peccato che può essere espiato attraverso i pellegrinaggi si riferisce al anupātakas (peccato veniale), a differenza del mahapātakas (peccato grave) che richiede altre penitenze Secondo Kane, molti testi affermato che il "Tirtha yatra" (viaggio verso un luogo sacro) è stato un modo popolare per la redenzione dei peccati per gli uomini e le donne di tutte le caste.

### Metodo
La procedura corretta per un pellegrinaggio è dibattuta all'interno dello (IAST smṛtis) con domande come se ci si deve tagliare i capelli prima di un pellegrinaggio o quanto veloce deve essere il viaggio.
Anche la modalità del viaggio è ampiamente discussa, in particolare quando il Tirtha viene effettuato come parte di una penitenza. La visione più accettata sembra quella della maggiore severità (prāyaścitta) proveniente dal viaggiare a piedi, o fare parte del viaggio a piedi, e che l'uso di un mezzo di trasporto è accettabile solo se il pellegrinaggio è altrimenti impossibile.
I testi indù affermano che l'uomo dovrebbe portare con sé la moglie, quando fa un pellegrinaggio. Tuttavia, alcuni smṛtis richiamano l'attenzione sul fatto che fare il proprio dovere come padrone di casa è più importante che andare in pellegrinaggio, e solo in casi particolari o una volta che abbia pagato i suoi tre debiti (ai suoi genitori, al suo insegnante e ai Veda), dovrebbe ricorrere ai pellegrinaggi.
Il Prāyaścitta-tattva afferma che la persona in cerca di penitenza deve rinunciare a 16 cose quando raggiunge il fiume Gange, compreso il lodare un altro tirtha, colpire qualcuno, i piaceri sessuali, accettare regali e regalare i propri indumenti usati.

## Kshetra
Un luogo di pellegrinaggio o la sua posizione, in alcuni testi indù, è indicato anche come Kshetra (IAST kṣētra e in lingua sanscrita क्षेत्र), letteralmente qualsiasi "campo, zona o pezzo di terra". Un Kshetra indica una zona sacra o un temenos. Kshetra è anche un etimo del termine avestico Xšaθra "autorità [desiderabile]", che detiene il "potere" ed è anche un nome proprio di una divinità o immortale che comprende uno degli Amesha Spenta dello Zoroastrismo. Xšaθra o Shahrevar conquistò ciò che è male e annesse il territorio così conquistato, dandolo all'onesto, al pacifico e all'umile.
Un kshetra a volte si riferisce ad un insieme di luoghi tirtha (templi, rive di fiumi) in una certa località, come Varanasi, Haridwar, Somnath, Mathura-Vrindavan, Ayodhya, Puri e Kanchipuram che sono considerate kshetra. Un Kshetra può indicare un luogo dove c'è un tempio o in cui c'è stata una persona o un evento sacro, religioso o di dharmatica importanza. Kurukshetra è il "campo" o "recinto", dove Pandava e Kaurava combatterono una guerra di religione come detto nel Bhagavad Gita sezione del Mahābhārata.
Un Kshetra non deve essere lontano da luoghi di viaggi sviluppati in modo permanente, e si riferisce a qualsiasi spazio temporaneo, come ad esempio una zona di nozze o un mandala istituito per un culto, che è sacro. Sia yantra che maṇḍala sono talvolta considerati come kshetra.
Il Buddhismo ha due cose analoghe al kshetra, il Pure Land o buddhakṣetra e l'albero del rifugio.
Il Vaishnava Purāṇa enumera sette siti come porta di Moksha: Ayodhya, Mathura, Māyā, Kāsi, Kāñchī, Avantikā (Ujjain), Purī e Dvārāvatī.

## Altra definizione di Tirtha
Adi Shankaracharya fondò dieci ordini monastici in India, e Tirtha è uno di questi: 1) Tirtha, 2) Ashrama, 3) Vana, 4) Aranya, 5) Giri, 6) Parvata, 7) Sagara, 8) Saraswati, 9) Bharati, 10) Puri.
Il moderno lignaggio Tirtha degli ordini monastici include Tirtha-Siddhayoga e quello dei monaci Tirtha: Swami Shankar Purushottam Tirtha, Swami Narayan Tirtha e Jagadguru Swami Sri Bharati Krishna Tirthaji Maharaja.